# Naustholmen (Masfjorden)
Ne doit pas être confondu avec Naustholmen, Naustholmen (Lindås) ou Naustholmen (Bjørnafjorden).
Naustholmen est une île dans le landskap Sunnhordland du comté de Vestland. Elle appartient administrativement à Masfjorden.

## Géographie
Rocheuse et couverte d'arbres, à fleur d'eau, elle s'étend sur environ 126 m de longueur pour une largeur approximative maximale de 88 m. 